# Jasielski
Jasielski là một huyện thuộc tỉnh Podkarpackie của Ba Lan. Huyện có diện tích 831 km². Đến ngày 1 tháng 1 năm 2011, dân số của huyện là 114628 người và mật độ 138 người/km².